# ونزدی (مجموعه تلویزیونی)
ونزدی (انگلیسی: Wednesday) مجموعهٔ تلویزیونی آمریکایی در ژانر ماوراء طبیعی، معمایی و کمدی است که بر اساس شخصیت ونزدی آدامز اثر چارلز آدامز ساخته شده است. آلفرد گاف و مایلز میلار سازندگان این مجموعه هستند و جنا اورتگا نقش اصلی را ایفا می‌کند. اما مایرس کاترین زیتا جونز، لوئیس گازمن، آیزاک اوردونز، گوئندولین کریستی، ریکی لیندهوم، جیمی مک‌شین، فرد ارمیسن و کریستینا ریچی در نقش‌های مکمل حضور دارند. تیم برتون که یکی از تهیه‌کنندگان اجرایی مجموعه است، چهار قسمت اول را کارگردانی کرده است. فصل نخست به ونزدی آدامز می‌پردازد که در تلاش برای حل معمایی هیولایی در مدرسهٔ جدیدش است.
برتون پیش از این برای کارگردانی فیلم ۱۹۹۱ وارد مذاکره شده بود و در ساخت فیلم انیمیشنی استاپ‌موشن از خانواده آدامز دخیل بود که در نهایت لغو شدند. در اکتبر ۲۰۲۰، گزارش شد که او در حال نظارت بر مجموعه‌ای تلویزیونی است که سپس ساخت آن به‌وسیلهٔ نتفلیکس سفارش داده شد. اورتگا تا حدودی برای نشان دادن میراث لاتین این شخصیت انتخاب شد. ریچی که نقش شخصیت اصلی فیلم ۱۹۹۱ و دنبالهٔ آن در ۱۹۹۳ را بازی کرده بود، از سوی برتون درخواست شد تا در نقش مکملی به این مجموعه بپیوندد. فیلمبرداری میان سپتامبر ۲۰۲۱ و مارس ۲۰۲۲ در رومانی به طول انجامید.
ونزدی نخستین بار در ۱۶ نوامبر ۲۰۲۲ به نمایش درآمد و در ۲۳ نوامبر از طریق نتفلیکس منتشر شد. این مجموعه عموماً با نقدهای مثبتی مواجه شد و نقش‌آفرینی اورتگا مورد تحسین قرار گرفت. ونزدی سه هفته بعد از پخش به دومین مجموعهٔ انگلیسی‌زبان نتفلیکس با بیشترین میزان بازدید تبدیل شد. این مجموعه نامزد دریافت جوایز گلدن گلوب در رشتهٔ بهترین مجموعهٔ تلویزیونی و بهترین بازیگر زن برای اورتگا شد. این سریال در ژانویه ۲۰۲۳ برای فصل دوم تمدید شد که در ۶ اوت ۲۰۲۵ به نمایش درآمد؛ نیمه دوم این فصل قرار است در ۳ سپتامبر ۲۰۲۵ پخش شود. در ژوئیه ۲۰۲۵، این سریال برای فصل سوم تمدید شد.

## طرح داستان
ونزدی آدامز پس از ریختن پیرانیاهای زنده به استخر مدرسه، برای تلافی از تیم واترپلو پسران که برادرش پاگزلی را اذیت می‌کنند، از مدرسه اخراج می‌شود. این باعث می‌شود که والدینش، گومز و مورتیشیا آدامز، او را در دبیرستان خود، آکادمی نِوِرمور در شهر جریکو، ورمانت ثبت نام کنند، که یک مدرسه خصوصی برای طردشدگان هیولایی است. شخصیت سرد و بی عاطفهٔ ونزدی و طبیعت سرکش او، برقراری ارتباط با همکلاسی‌هایش را برای او دشوار می‌کند و باعث می‌شود که او با مدیر مدرسه درگیر شود. با این حال، او متوجه می‌شود که توانایی‌های روانی مادرش را به ارث برده است که به او اجازه می‌دهد یک معمای قتل محلی را حل کند.
در فصل دوم، ونزدی به نِوِرمور بازمی‌گردد و در حالی که توانایی‌های روانی خود را توسعه می‌دهد، باید با یک شکنجه‌گر جدید روبرو شود و از مرگ انید جلوگیری کند.

## بازیگران و شخصیت‌ها
- جنا اورتگا در نقش ونزدی آدامز، یک دختر ۱۶ ساله[۳] که دارای قدرت‌های فرا حسی است. او به دلیل ایجاد شرارت در مدارس دیگر به آکادمی نِوِرمور فرستاده می‌شود. اورتگا همچنین نقش گودی آدامز، جد متوفی ونزدی را بازی می‌کند که ونزدی او را در رؤیاهای گذشته می‌بیند.
  - کارینا ورادی در نقش ونزدی جوان
- گوئندولین کریستی در نقش لاریسا ویمز، مدیر آکادمی نِوِرمور و دانشجوی سابق که با مورتیشیا آدامز هم اتاقی بود.
  - اُلیور ویکهام در نقش لاریسا ویمز جوان
- ریکی لیندهوم در نقش دکتر والری کینبات، درمانگر ونزدی
- جیمی مک شین در نقش دونووان گالپین، کلانتر جریکو و معاون سابق که به آکادمی نِوِرمور و ونزدی مشکوک است.
  - بن ویلسون در نقش دونوان گالپین جوان
- هانتر دوهان در نقش تایلر گالپین، یک باریستا در کافی‌شاپ محلی و پسر کلانتر گالپین که علاقه عاشقانه‌ای به ونزدی دارد.
- پرسی هاینس وایت در نقش اگزویر تورپ، دانشجوی آکادمی نِوِرمور که توانایی زنده‌کردن هنر خود را دارد.
- اما مایرز در نقش انید سینکلر، هم اتاقی گرگینه ونزدی که تلاش می‌کند با وجود بی‌علاقگی ونزدی با او دوست شود.
- جوی ساندی در نقش بیانکا بارکلی، دانشجوی سیرن و موفق در آکادمی نورمور که دوست‌دختر سابق خاویر است.
- جورجی فارمر در نقش آژاکس پتروپولوس، گورگون و دانشجوی آکادمی نِوِرمور
- نائومی جی اوگاوا در نقش یوکو تاناکا، یک خون‌آشام و دانشجو در آکادمی نِوِرمور
- کریستینا ریچی در نقش مرلین تورنهیل، معلم گیاه‌شناسی در آکادمی نورمور و مادر خوابگاه ونزدی و انید
- موسی مصطفی در نقش یوجین اوتینگر، دانشجوی آکادمی نِوِرمور که قدرت کنترل زنبورها را دارد.

### تکرارشونده
- ویکتور دوروبانتو در نقش چیز، دست بی‌جسم و خویشاوند ونزدی که توسط والدین ونزدی فرستاده می‌شود تا مراقب او در آکادمی نِوِرمور باشند.
- لویاندا اوناتی لوئیس-نیاوو در نقش ریچی سانتیاگو، معاون کلانتر گالپین
- تامی ارل جنکینز در نقش نوبل واکر، شهردار و کلانتر سابق جریکو
  - اسماعیل کِسو در نقش نوبل واکر جوان
- ایمان مارسون در نقش لوکاس واکر، پسر نجیب واکر، که گروهش اغلب با ونزدی مخالفت می‌کنند

### مهمان
- ایزاک اردونز در نقش پاگزلی آدامز، برادر کوچکتر ونزدی
- کاترین زیتا جونز در نقش مورتیشیا آدامز، مادر ونزدی که در جوانی در آکادمی نِوِرمور شرکت کرد و دارای قدرت‌های روانی مشابه دخترش است.
  - گوئن جونز در نقش مورتیشا آدامز جوان
- لوئیس گازمن در نقش گومز آدامز، پدر ونزدی که یک مظنون یک قتل است
  - لوسیوس هویوس در نقش گومز آدامز جوان
- جورج بورسیا در نقش لورچ، پیشخدمت خانواده آدامز[۴]
- ویلیام هیوستون در نقش جوزف کراکستون، پدر بنیان‌گذار شهر جریکو که قصد کشتن همه طردشدگان را دارد.
- کالوم راس در نقش روآن لاسلو، دانشجوی نِوِرمور که دارای قدرت تله‌کینتیکی است و برای ونزدی دردسر ایجاد می‌کند.
- فرد ارمیسن در نقش عمو فستر، عموی ونزدی و برادر گومز، با قدرت تولید برق از دستان خود

## قسمت‌ها
| فصل | قسمت‌ها | قسمت‌ها | تاریخ اصلی روی آنتن رفتن | تاریخ اصلی روی آنتن رفتن |
| --- | ------ | ------ | ------------------------ | ------------------------ |
| ۱   | ۸      | ۸      | ۲۳ نوامبر ۲۰۲۲           | ۲۳ نوامبر ۲۰۲۲           |
| ۲   | ۸      | ۴      | ۶ اوت ۲۰۲۵               | ۶ اوت ۲۰۲۵               |
| ۲   | ۸      | ۴      | ۳ سپتامبر ۲۰۲۵           | ۳ سپتامبر ۲۰۲۵           |

### فصل ۱ (۲۰۲۲)
| شم. | عنوان                              | کارگردان      | نویسنده                            | تاریخ پخش اصلی |
| --- | ---------------------------------- | ------------- | ---------------------------------- | -------------- |
| ۱ | «کودک چهارشنبه سرشار از پریشانیست» | تیم برتون     | آلفرد گاف و مایلز میلار            | ۲۳ نوامبر ۲۰۲۲ |
| ونزدی آدامز، دانش‌آموز دبیرستانی، برادرش پاگزلی را در کمد مدرسه می‌یابد که توسط قلدرهای مدرسه زندانی شده است. او چشم‌اندازی روانی از قلدرهای مدرسه می‌بیند و سپس برای انتقام سعی می‌کند که آن‌ها را بکشد اما اخراج می‌شود. پدر و مادرش، مورتیشیا و گومز، تصمیم می‌گیرند او را در آکادمی نورمور (مدرسه‌ای برای طردشدگان) ثبت نام کنند. در همین حال، یک کوهنورد توسط موجودی ناشناس در نزدیکی نورمور کشته می‌شود. والدین ونزدی، تینگ (یک دست بی‌جسم حساس) را در مدرسه رها می‌کنند تا مراقب او باشد. او با هم اتاقی‌اش انید که کاملاً بر خلاف اوست ملاقات می‌کند و در حین درگیری با بیانکا، دختر محبوب، با او دوئل انجام می‌دهد. بعداً ونزدی نزدیک بود که توسط مجسمه در حال سقوط کشته شود اما توسط دوست پسر سابق بیانکا، خاویر نجات می‌یابد. ونزدی پس از فرار از جلسه درمانی به دستور دادگاه، با تایلر ملاقات می‌کند، که موافقت می‌کند به او کمک کند تا از نورمور فرار کند. اما او توسط مدیر لاریسا ویمز دستگیر و به مدرسه بازگردانده می‌شود. بعداً، تایلر و ونزدی در نمایشگاه محلی همدیگر را ملاقات می‌کنند و ونزدی چشم‌اندازی از مرگ روون را تصور می‌کند. روون تلاش دارد که ونزدی را بکشد اما توسط هیولا به قتل می‌رسد. |                                    |               |                                    |                |
| ۲ | «دو تنهاترین عدد است»              | تیم برتون     | آلفرد گوف و مایلز میلار            | ۲۳ نوامبر ۲۰۲۲ |
| ونزدی کلانتر نامطمئن، گالپین، را متقاعد می‌کند که عامل قتل‌ها در واقع یک هیولاست. ناگهان روون سالم ظاهر می‌شود. ونزدی به سلامت عقلش شک می‌کند و تصمیم می‌گیرد خودش دربارهٔ قتل‌ها تحقیق کند. او در محوطه دانشگاه پرسه می‌زند و دربارهٔ روون جویا می‌شود و به او گفته می‌شود که او اخراج شده است. در همین حال، ویمز نگران رؤیاهای ونزدی است و از نزدیک او را زیر نظر دارد. ونزدی با روون روبرو می‌شود که قصد دارد مدرسه را ترک کند و تینگ را به دنبال او می‌فرستد. مشخص می‌شود روون ویمز است که دگرپیکر شده و تینگ آن‌ها را گم می‌کند. ونزدی تصویری از کتابی دارد که متعلق به نوعی جامعه دانشجویی قدیمی است. در جستجوی کتاب، او می‌شنود که بیانکا قصد دارد مسابقات دانشجویی آینده را برپا کند. ونزدی به انید می‌پیوندد تا بیانکا را شکست دهد و برنده مسابقات شود. بعداً ونزدی کتابخانه‌ای مخفی در مدرسه پیدا می‌کند اما در آن‌جا اسیر می‌شود. |                                    |               |                                    |                |
| ۳ | «دوست یا دشمن»                     | تیم برتون     | کایلا آلپرت                        | ۲۳ نوامبر ۲۰۲۲ |
| ونزدی خود را در محاصره اعضای دانش‌جویان از جمله بیانکا و خاویر می‌بیند. ونزدی خودش را آزاد می‌کند و کتابخانه را ترک می‌کند و یکی از کتاب‌ها را با خود می‌برد. ویمز به ونزدی دستور می‌دهد تا در یک مراسم شهری که توسط شهردار، نوبل واکر برگزار می‌شود، در گروه موسیقی مدرسه بنوازد. نقاشی درون کتاب او را به نمایشگاهی در یک نمایشگاه محلی هدایت می‌کند، که در آن‌جا متوجه نقاشی دختری می‌شود که در رؤیاهایش دیده بود. ونزدی در جنگل دختری را تصور می‌کند که تصور می‌شود اجداد قدیمی اوست که آماده است توسط جوزف کراکستون، نیای شهر که قصد کشتن همه افراد ناهماهنگ داشت، اعدام شود، اما او می‌تواند فرار کند. ونزدی در کمین هیولایی قرار می‌گیرد که متوجه می‌شود انسان است. در بازگشت به شهر، ونزدی مراسم شهردار را خراب می‌کند و توسط ویمز سرزنش می‌شود. در حین بررسی صحنه جنایت در جنگل، پلیس دوربینی را پیدا می‌کند که توانسته از هیولا عکس بگیرد. |                                    |               |                                    |                |
| ۴ | «وای عجب شبی»                      | تیم برتون     | کایلا آلپرت                        | ۲۳ نوامبر ۲۰۲۲ |
| ونزدی و تینگ وارد دفتر پزشکی قانونی می‌شوند تا پرونده‌های قربانیان هیولا را کپی کنند. در تلاش برای شناسایی یک الگو، او متوجه می‌شود که اعضای بدن هر قربانی با عمل جراحی برداشته شده است. ونزدی به خاویر مشکوک می‌شود و او را تعقیب می‌کند، و در انبار او چندین نقاشی از هیولا را کشف می‌کند. او به لانه هیولا می‌رود و در آنجا، یکی از پنجه‌های هیولا را پیدا و به کلانتر گالپین می‌دهد تا دی‌ان‌ای را با نقاشی بررسی کند. ونزدی و تایلر با هم در یک رقص محلی شرکت می‌کنند. در همین حال، همکلاسی یوجین، که از کار تحقیقاتی ونزدی آگاه است، شاهد انفجار یک چهره پوشیده در غار هیولا است. پسر شهردار واکر، لوکاس، مراسم را برای انتقام از ونزدی خراب می‌کند. ونزدی احساس می‌کند که یوجین در خطر است و به جنگل می‌رود، اما او را می‌بیند که توسط هیولا به شدت مجروح شده است. |                                    |               |                                    |                |
| ۵ | «هر چه بکارید درو می‌کنید»          | گانجا مونتیرو | آپریل بلر                          | ۲۳ نوامبر ۲۰۲۲ |
| ۳۲ سال پیش، گومز به ظن قتل گرت گیتس در نورمور دستگیر شد. در حال حاضر، خانوادهٔ آدامز در آخر هفته به نورمور می‌روند. جلسه درمانی ونزدی با خانواده با بحث در مورد قتل آغاز می‌شود. در همین حال، کلانتر گالپین متوجه می‌شود که پزشکی قانونی پس از اعتراف به جعل گزارش کالبد شکافی گیتس، خودکشی کرده است. گالپین نتیجه می‌گیرد که گومز مقصر است و او را دستگیر می‌کند. در زندان، گومز به ونزدی فاش می‌کند که گیتس به‌طور تصادفی کشته شده است، در حالی که مورتیشیا به قتل گیتس اعتراف می‌کند. ونزدی و مورتیشیا قبر گیتس را حفر می‌کنند تا متوجه شوند او قبل از کشته شدن به‌طور مرگبار مسموم شده است، اما توسط پلیس یک شب دستگیر می‌شوند. بعداً، آنها با شهردار واکر روبرو می‌شوند که فاش می‌کند که گرت به دلیل نفرت پدرش از طردشدگان، قصد داشت کل مدرسه را مسموم کند. شهردار واکر پس از اعتراف به پنهان کردن انگیزه گیتس با آزادی گومز موافقت کرد. در نورمور، ویمز با اکراه اعتراف می‌کند که مرگ روون را با تغییر شکل در تلاش برای فرار از جنجال در مدرسه پنهان کرده است. |                                    |               |                                    |                |
| ۶ | «این به جای آن»                    | گانجا مونتیرو | آپریل بلر                          | ۲۳ نوامبر ۲۰۲۲ |
| ونزدی تلاش می‌کند تا گودی، از اجداد قدیمی‌اش را احضار کند. در طول یک جشن تولد غافلگیرکننده، ونزدی تصویری از گودی را می‌بیند که به او دستور می‌دهد تا به دنبال عمارت گیتس بگردد. در آنجا، او شاهد شهردار واکر است که در حال خروج از ساختمان است و مخفیانه وارد ماشینش می‌شود. پس از بازگشت به شهر، شهردار واکر زیر گرفته می‌شود و به شدت مجروح می‌شود. ویمز مدرسه را قفل می‌کند و ونزدی را از آن منع می‌کند. با کمک تایلر و انید، او فرار کرده و به عمارت گیتس بازمی‌گردد. در آنجا، آنها متوجه می‌شوند که لورل گیتس، خویشاوند گرت که مدت‌ها تصور می‌شد مرده است، ممکن است هنوز زنده باشد. آنها اعضای بریده شده قربانیان هیولا را در انبار پیدا می‌کنند، اما پس از کمین هیولا مجبور به فرار می‌شوند. ونزدی گالپین را به عمارت می‌برد، اما ناگهان عمارت را خالی می‌بیند. در نورمور، ونزدی ویمز را متقاعد می‌کند که او را اخراج نکند تا بتواند تحقیقاتش را بیشتر دنبال کند. در بیمارستان، یک شخصیت ناشناس شهردار واکر را می‌کشد. |                                    |               |                                    |                |
| ۷ | «اگر تا الان نروید»                | جیمز مارشال   | آلفرد گوف و مایلز میلار و مت لمبرت | ۲۳ نوامبر ۲۰۲۲ |
| در مراسم تشییع جنازه شهردار واکر، ونزدی متوجه چهره ای در کمین می‌شود و آن را در جنگل تعقیب می‌کند. معلوم می‌شود که این شخصیت عمو فستر است که به ونزدی توضیح می‌دهد هیولایی که او در حال تحقیق در مورد آن بوده یک هاید است. آنها با هم یک دفترچه خاطرات را از کتابخانه مخفی بازیابی می‌کنند که نشان می‌دهد هاید همیشه باید یک استاد داشته باشد. بعداً، آنها خاویر را دنبال می‌کنند که شاهد ملاقات با دکتر کینبات، درمانگر ونزدی، در جنگل هستند. پس از بازگشت از قرار ملاقات با تایلر، ونزدی متوجه می‌شود که خوابگاه او ویران شده، دفترچه خاطرات به سرقت رفته و تینگ به شدت مجروح شده است. تحقیقات روی لورل گیتس نشان می‌دهد که او هم زنده است و هم استاد هاید. ونزدی در ابتدا به دکتر کینبات مشکوک شد، اما او توسط هاید کشته شد. پلیس برای دستگیری خاویر، که ونزدی معتقد است این موجود است، وارد می‌شود. ونزدی با تایلر ملاقات می‌کند و او را می‌بوسد اما ناگهان تصور می‌کند که او هاید است. |                                    |               |                                    |                |
| ۸ | «قتل دشمنان»                       | جیمز مارشال   | آلفرد گوف و مایلز میلار            | ۲۳ نوامبر ۲۰۲۲ |
| ونزدی و همکلاسی‌هایش تایلر را به جنگل می‌کشانند. ونزدی در جستجوی اعتراف، شروع به شکنجه تایلر می‌کند. با مخالفت با روش‌های او، همکلاسی‌هایش به ویمز هشدار می‌دهند و ونزدی دستگیر می‌شود. در ایستگاه پلیس، تایلر در نهایت اعتراف می‌کند که هیولا است. ویمز که از رفتار ونزدی خسته شده است، او را از نورمور اخراج می‌کند. ونزدی یوجین را در بیمارستان ملاقات می‌کند، او به ونزدی می‌گوید که شکلی که در غار هیولا دیده است، چکمه‌های قرمز رنگی به تن دارد که با خانم تورنهیل همخوانی دارد. ویمز و ونزدی با استفاده از قدرت تغییر شکل خود، تورنهیل را مجبور می‌کنند تا هویت واقعی خود یعنی لورل گیتس را اعتراف کند. با این حال، گیتس می‌تواند ویمز را بکشد و ونزدی را تحت سلطه خود درآورد. گیتس با استفاده از خون ونزدی، کراکستون را زنده و ونزدی را رها می‌کند تا بمیرد، اما گودی او را شفا می‌دهد. انید که در نهایت به شکل گرگینه‌اش تبدیل شده بود، تایلر را در شکل هاید خود شکست می‌دهد و کراکستون وارد نورمور می‌شود. با کمک بیانکا، ونزدی کراکستون را نابود می‌کند و یوجین به شکست گیتس کمک می‌کند. خاویر از زندان آزاد می‌شود، تایلر بازداشت می‌شود و ونزدی نیز در طول پایان ترم از نورمور می‌رود.                 |                                    |               |                                    |                |

### فصل ۲ (۲۰۲۵)
| بخش ۱ |   |                                        |                |                                        |                |
| ۹ | ۱ | «باز شروع شد»                          | تیم برتون      | آلفرد گاف و مایلز میلار                | ۶ اوت ۲۰۲۵     |
| ونزدی، پس از تقویت توانایی‌های روانی‌اش به حدی که بتواند قاتل زنجیره‌ای کانزاس سیتی را متوقف کند، به مدرسه نِوِرمور بازمی‌گردد و متوجه می‌شود که به یک سلبریتی تبدیل شده است. مدیر جدید، بری دورت، در مراسم آتش‌افروز ابتدای سال به او پیشنهاد جایگاه دانش‌آموز ممتاز را می‌دهد. در خوابگاه، ونزدی متوجه می‌شود که یک تعقیب‌کننده (استاکر) دارد. پاگسلی، برادر ونزدی، در اولین روزش برای دوست‌یابی دچار مشکل می‌شود. دورت، مورتیشا (مادر ونزدی) را متقاعد می‌کند تا نقش مسئول جمع‌آوری کمک‌های مالی را بپذیرد. پس از اینکه دسته‌ای از کلاغ‌ها کارآگاه خصوصی کارل بردبری را می‌کشند، گالپین از ونزدی برای حل پرونده کمک می‌خواهد، اما او امتناع می‌کند. دورت به بیانکا فشار می‌آورد تا از قدرت‌های سایرمنی‌اش (قدرت‌های فریبنده افسانه‌ای) برای جمع‌آوری پول استفاده کند، با این ادعا که در غیر این صورت، بورسیه‌های تحصیلی قطع خواهد شد. ونزدی نقاشی‌ای از زیویر دریافت می‌کند که کلاغی با یک چشم کور را نشان می‌دهد. در جریان مراسم آتش‌افروز، تعقیب‌کننده، دست‌نوشته ونزدی را می‌دزدد. ونزدی پس از بازپس‌گیری دست‌نوشته، به‌صورت علنی تمام تمجیدها برای نجات مدرسه را رد می‌کند و با عصبانیت آنجا را ترک می‌کند. پس از شنیدن درباره دانش‌آموز سابق با قلب مکانیکی، پاگسلی به‌طور تصادفی او را به صورت زامبی احیا می‌کند. انید به دنبال ونزدی می‌رود، اما ونزدی پس از دیدن رؤیایی از سنگ قبر انید غش می‌کند، در حالی که مورتیشا برای کمک به سوی او می‌شتابد. |   |                                        |                |                                        |                |
| ۱۰ | ۲ | «شیطانی که گرفتاری توست»               | پاکو کابساس    | مت لمبرت                               | ۶ اوت ۲۰۲۵     |
| ونزدی برای تحقیق درباره قتل بردبری به سراغ گالپین می‌رود، اما متوجه می‌شود که او نیز توسط کلاغ‌ها کشته شده است. وقتی توانایی‌های روانی‌اش از کار می‌افتند، ونزدی دستگیر می‌شود، اما پس از اینکه گومز به عنوان وکیل او وارد عمل می‌شود، آزاد می‌گردد. در روز شوخی نِوِرمور، ونزدی یکی از چشمان گالپین را در خوابگاه خود و انید پیدا می‌کند. پاگسلی به یوجین فاش می‌کند که زامبی‌ای به نام اسلورپ را زنجیر کرده و به عنوان حیوان خانگی نگه داشته است، اما اسلورپ در نهایت فرار می‌کند. ونزدی با تظاهر به انید در آزمون رانندگی، سوار ماشینی می‌شود و از تایلر بازجویی می‌کند تا ببیند آیا او تعقیب‌کننده‌اش است. انید و برونو، که انید به او علاقه‌مند است، ربوده شده و در یک بازی مرگبار قرار می‌گیرند که ونزدی باید آن را حل کند. پس از نجات انید و برونو، اگنس دمیل، دانش‌آموزی با قدرت نامرئی شدن و از طرفداران ونزدی، خود را به عنوان تعقیب‌کننده معرفی می‌کند. اگنس اعتراف می‌کند که دست‌نوشته ونزدی را دزدیده و بازی مرگبار را (تا حدی به عنوان شوخی برای جلب توجه ونزدی) ترتیب داده، اما دست داشتن در قتل گالپین را انکار می‌کند. بیانکا سعی می‌کند مورتیشا را متقاعد کند تا با مادر جداافتاده‌اش برای دریافت کمک مالی تماس بگیرد، اما مورتیشا امتناع می‌کند. پس از اینکه بیانکا نمی‌تواند از قدرت‌های سایرمنی‌اش برای خلاص شدن از وظایف جمع‌آوری کمک مالی روی دورت استفاده کند، مجبور می‌شود این قدرت‌ها را روی مورتیشا به کار ببرد. |   |                                        |                |                                        |                |
| ۱۱ | ۳ | «ندای گرفتاری»                         | پاکو کابساس    | والنتینا گارزا                         | ۶ اوت ۲۰۲۵     |
| در مراسم تشییع جنازه گالپین، دکتر فیربرن به ونزدی می‌گوید که تایلر را یک‌بار در ویلو هیل ملاقات کرده و او واکنش نشان داده است. بیانکا در هتلی محلی به دیدار مادرش می‌رود که پس از فروپاشی فرقه شوهر سابقش در مخفیگاه است. با کمک دوست تغییرشکل‌دهنده اگنس، ونزدی از تلفن گالپین درباره «بولپن»، کلبه شکاری که به عنوان محل ملاقات استفاده می‌شد، اطلاعاتی به دست می‌آورد. ونزدی تصمیم می‌گیرد در اولین اردوی نِوِرمور برای تحقیق شرکت کند، اما والدینش نیز به عنوان همراه حضور می‌یابند. پاگسلی اسلورپ را با خود می‌آورد تا بدون نظارت نماند. به دلیل رزرو دوگانه، نِوِرمور و کادت‌های فونیکس در چالش تسخیر پرچم برای استفاده از محل اردو رقابت می‌کنند و نِوِرمور پیروز می‌شود. در «بولپن»، ونزدی تحقیقاتی درباره مرگ افراد مطرود فرستاده‌شده به ویلو هیل پیدا می‌کند که شامل نامی به نام «لوئیس» است. برای بازپس‌گیری کتاب گودی و احیای توانایی‌های روانی‌اش، ونزدی مورتیشا را به یک دوئل کور دعوت می‌کند، که مورتیشا به شرطی می‌پذیرد که اگر برنده شود، کتاب را بسوزاند؛ مورتیشا پیروز می‌شود. وقتی کادت‌ها سعی می‌کنند به اردو حمله کنند، به‌طور تصادفی اسلورپ را آزاد می‌کنند، که در این فرآیند مربی آن‌ها را می‌کشد. اسلورپ همراه با لورل گیتس به ویلو هیل منتقل می‌شود. |   |                                        |                |                                        |                |
| ۱۲ | ۴ | «اگر این گرفتاری‌ها بتوانند سخن بگویند» | تیم برتون      | لورن اوترو                             | ۶ اوت ۲۰۲۵     |
| با کمک مادربزرگ هستر فرومپ و اگنس، ونزدی متوجه می‌شود که سوزاندن اجساد بیماران مطرود «فوت‌شده» ویلو هیل جعلی بوده است؛ گواهی فوت آن‌ها توسط آگوستوس استونهورست، معلم سابق علوم نِوِرمور که اکنون بیماری در ویلو هیل است، امضا شده بود. مادربزرگ در ازای اهدای کمک مالی به نِوِرمور، کتاب گودی را برای ونزدی پیشنهاد می‌دهد، اما مورتیشا کتاب را به آتش می‌کشد. دکتر فیربرن سعی می‌کند از لورل برای پیشرفت در درمان تایلر استفاده کند، اما حضور او فقط تایلر را خشمگین می‌کند. پس از نجات انید و تینگ از حمله کلاغ‌ها، ونزدی یک فرد نقاب‌پوش را تعقیب می‌کند، اما او فرار می‌کند. ونزدی، فستر را برای نفوذ به ویلو هیل و کسب اطلاعات بیشتر درباره «لوئیس» و بیماران مطرود گمشده استخدام می‌کند. با تخریب یک اتاق هتل توسط فستر برای اطمینان از دستگیری‌اش، که منجر به دستگیری مادر بیانکا نیز می‌شود، بیانکا و آژاکس او را از بازداشت نجات داده و در نِوِرمور مخفی می‌کنند. نقشه فستر ناکام می‌ماند و او در سلولی کنار اسلورپ قرار می‌گیرد. ونزدی به ویلو هیل نفوذ کرده و فستر را نجات می‌دهد، در حالی که اسلورپ فرار می‌کند. در شورش، لورل تایلر را آزاد می‌کند، اما تایلر او را می‌کشد، در حالی که اسلورپ دکتر فیربرن و استونهورست را می‌کشد. ونزدی و فستر متوجه می‌شوند که «LOIS» (مخفف مطالعه ادغام بلندمدت افراد مطرود) در واقع برنامه‌ای مخفی برای انتقال قدرت‌های افراد مطرود به افراد عادی است. جودی اسپانگل، دستیار اجرایی دکتر فیربرن، خود را رئیس واقعی ویلو هیل و دختر استونهورست معرفی می‌کند؛ او که ادامه‌دهنده کار پدرش است، داوطلبانه تحت آزمایش‌هایی قرار گرفته تا به یک پرنده‌مانند (Avian) تبدیل شود که کلاغ‌ها را کنترل می‌کند. پس از اینکه فستر بازداشت‌شدگان LOIS را آزاد می‌کند، ونزدی با تایلر روبرو می‌شود که او را از پنجره به بیرون پرتاب کرده و فرار می‌کند. |   |                                        |                |                                        |                |
| بخش ۲ |   |                                        |                |                                        |                |
| ۱۳ | ۵ | اعلان‌نشده                              | آنجلا رابینسون | اریکا وازکز و سینا باترفیلد            | ۳ سپتامبر ۲۰۲۵ |
| ۱۴ | ۶ | اعلان‌نشده                              | آنجلا رابینسون | آلفرد گاف و مایلز میلار و کایلا آلپرت  | ۳ سپتامبر ۲۰۲۵ |
| ۱۵ | ۷ | اعلان‌نشده                              | تیم برتون      | اعلان‌نشده                              | ۳ سپتامبر ۲۰۲۵ |
| ۱۶ | ۸ | اعلان‌نشده                              | تیم برتون      | آلفرد گاف و مایلز میلار و جیمز مادجسکی | ۳ سپتامبر ۲۰۲۵ |

## تولید

### توسعه
در طول پیش تولید فیلم سال ۱۹۹۱، تیم برتون به کارگردانی منصوب شد، اما در نهایت به دلیل درگیری‌های برنامه‌ریزی با بازگشت بتمن، آن را از دست داد و در نتیجه بری ساننفلد این کار را به عهده گرفت. در مارس ۲۰۱۰، اعلام شد که ایلومینیشن اینترتینمنت، با مشارکت یونیورسال پیکچرز، حقوق اساسی طرح‌های خانواده آدامز را به دست آورده است. این فیلم قرار بود یک انیمیشن استاپ موشن بر اساس نقاشی‌های اصلی چارلز آدامز باشد. برتون قرار بود در نویسندگی و تهیه کنندگی این فیلم با امکان کارگردانی همکاری کند. در ژوئیه ۲۰۱۳، گزارش شد که فیلم کنسل شده است.
در اکتبر ۲۰۲۰، ونزدی در ابتدا به عنوان یک پروژه بی‌نام خانواده آدامز اعلام شد که توسط برتون هدایت می‌شود. تولید سریال توسط ام‌جی‌ام تله‌ویژن و کارگردانی برتون انجام شد. آلفرد گاف و مایلز میلار به عنوان مجریان برنامه حضور دارند. در حالی که گاف، میلار و برتون در کنار گیل برمن، جان گلیکمن و اندرو میتمن نیز تهیه‌کنندگان اجرایی خواهند بود. در فوریه ۲۰۲۱، نتفلیکس دستور ساخت سریال را صادر کرد که شامل هشت قسمت بود. در اوت ۲۰۲۱، کایلا آلپرت به عنوان تهیه‌کننده اجرایی اضافه شد و ۱٫۲۱، بنیاد تی و چارلز آدامز و گلیکمانیا نیز تهیه‌کننده سریال بودند. در دسامبر ۲۰۲۱، گزارش شد که دنی الفمن برای ساختن تم اصلی و موسیقی به سریال پیوست.

### انتخاب بازیگران
در ۱۹ می ۲۰۲۱، جنا اورتگا برای نقش اصلی انتخاب شد. در ۶ اوت ۲۰۲۱، لوئیس گازمن به عنوان ستاره مهمان در نقش گومز آدامز انتخاب شد. در ۹ اوت ۲۰۲۱، کاترین زیتا جونز در نقش مورتیشا آدامز در ظرفیت نامعلومی انتخاب شد. در ۲۷ اوت ۲۰۲۱، اعلام شد که تورا برچ، ریکی لیندهوم، جیمی مک‌شین، هانتر دوهان، جورجی فارمر، موسی مصطفی، اما مایرز، نائومی جی اوگاوا، جوی ساندی و پرسی هاینس وایت به عنوان سریال به بازیگران معمولی اضافه شده‌اند. در ۱۵ سپتامبر ۲۰۲۱، گوئندولین کریستی و ویکتور دوروبانتو برای ایفای نقش‌های اصلی انتخاب شدند، در حالی که آیزاک اوردونز، جورج بورسیا، تامی ارل جنکینز، ایمان مارسون، ویلیام هیوستون، لویاندا اوناتی لوئیس-نیاوو، الیور واتسون، کالوم راس و جانا نقش‌های اصلی را ایفا کردند. بازیگران در نقش‌های تکراری در دسامبر ۲۰۲۱، برچ از سریال خارج شد و وضعیت شخصیت خود، مادر خوابگاه تامارا نواک را نامشخص گذاشت. در ۲۱ مارس ۲۰۲۲، کریستینا ریچی، که نقش ونزدی آدامز را در فیلم ۱۹۹۱ و دنباله آن در سال ۱۹۹۳ ایفا کرده بود به عنوان یک بازیگر معمولی سریال انتخاب شد.

### فیلم‌برداری
فیلم‌برداری این سریال در ۱۳ سپتامبر ۲۰۲۱ در بخارست، رومانی آغاز شد و در ۳۰ مارس ۲۰۲۲ به پایان رسید.

## انتشار

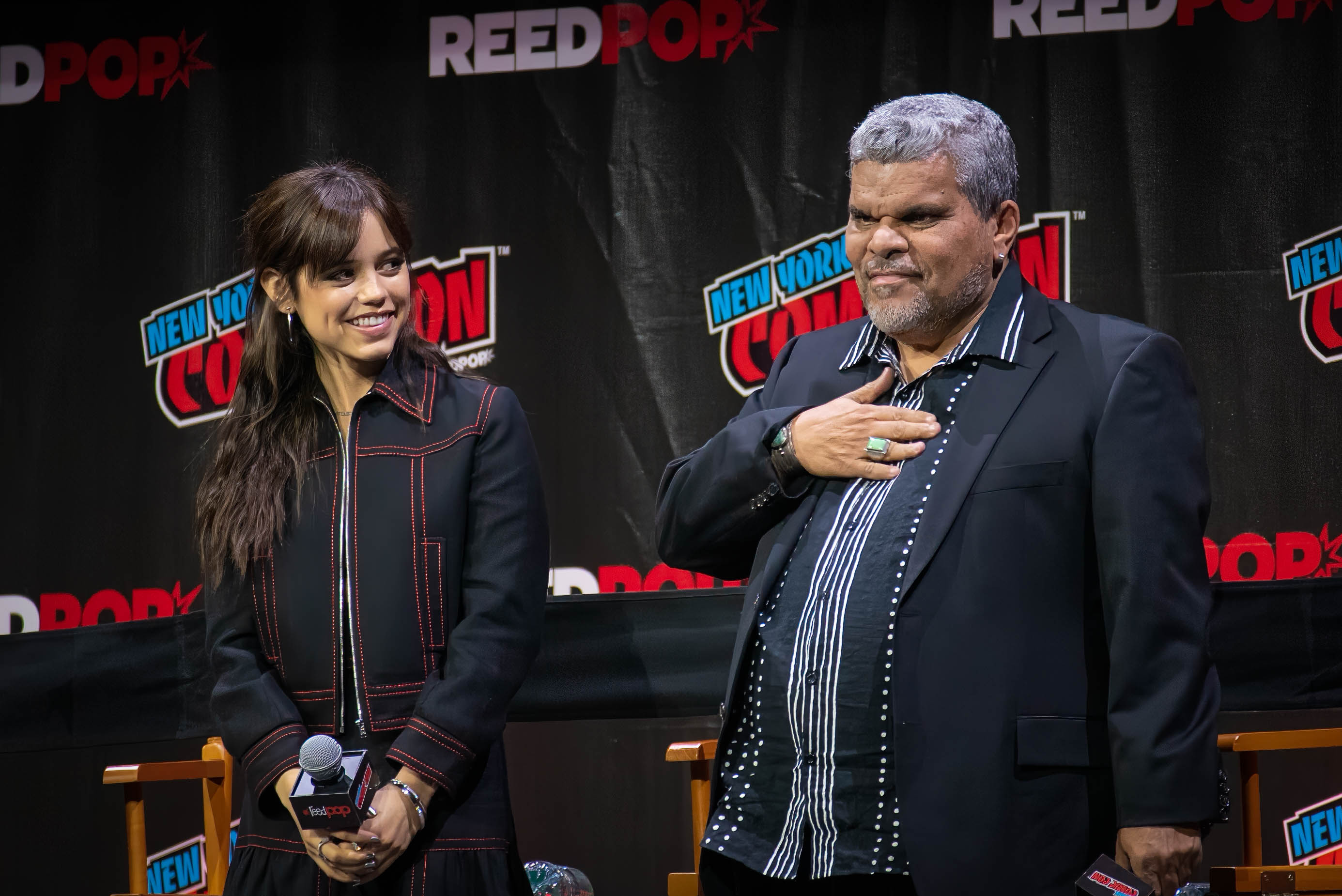
جنا اورتگا و لوئیس گازمن در حال تبلیغ سریال در کامیک کان نیویورک ۲۰۲۲

ونزدی نخستین بار در ۱۶ نوامبر ۲۰۲۲ در تئاتر هالیوود لیجن در لس آنجلس به نمایش درآمد. فصل نخست این مجموعه در ۲۳ نوامبر از طریق نتفلیکس پخش شد و شامل هشت قسمت است.

در مورد فصل‌های احتمالی آینده، خالقان سریال آلفرد گاف و مایلز میلار در مصاحبه‌ای با ورایتی گفتند: «وقتی ما برای ساخت یک سریال می‌نشینیم، در حالت ایده‌آل، چندین فصل را بررسی می‌کنیم [...] این امر مورد انتظار نیست، اما یک پیش‌بینی است که امیدواریم سریال موفق باشد». آن‌ها همچنین گفتند که «یک مسیر کاملاً واضح» برای چگونگی گسترش فصل‌های آینده دارند. آماده‌سازی فصل دوم در دسامبر ۲۰۲۲، به‌دنبال تصاحب ام‌جی‌ام توسط آمازون آغاز شد. در ژانویهٔ ۲۰۲۳، این سریال برای فصل دوم تمدید شد. در آوریل ۲۰۲۵، تریلری برای فصل دوم منتشر شد. فصل دوم در دو بخش منتشر شد. بخش اول، شامل چهار قسمت، در تاریخ ۶ اوت ۲۰۲۵ پخش شد، در حالی که بخش دوم، شامل چهار قسمت، در تاریخ ۳ سپتامبر ۲۰۲۵ به نمایش درمی‌آید.

## بازخورد

### تماشاگران
طبق داده‌های کاربران تی‌وی تایم که توسط رسانه ویپ گردآوری شده است، ونزدی پس از ویچر، پیش از انتشار بیشترین دنبال‌کننده را در میان سریال‌های اصلی پلتفرم نتفلیکس داشت. این مجموعه از طریق نتفلیکس در ۸۳ کشور رتبه اول میزان بینندگان را کسب کرد. ونزدی مجموعاً با ۳۴۱٫۲ میلیون ساعت تماشا در هفته اول انتشار، رکورد بیشترین ساعت تماشا در هفته را برای یک مجموعهٔ انگلیسی‌زبان در نتفلیکس دارد. رکورد قبلی متعلق به چیزهای عجیب ۴ با ۳۳۵٫۰۱ میلیون ساعت بود. سه هفته پس از انتشار، این سریال به دومین سریال انگلیسی‌زبان نتفلیکس با بیشترین تماشا در تاریخ این پلتفرم تبدیل شد در حالی که به‌طور تخمینی توسط ۱۵۰ میلیون خانوار تماشا شد و مجموعاً ۱٫۰۲ میلیارد ساعت تماشا داشت. جیکوب استولورثی در ایندیپندنت محبوبیت این سریال را «بی‌سابقه» خواند و پیشنهاد کرد که می‌توان چندین مجموعه تلویزیونی اسپین‌آف از آن ساخته شود.

### منتقدان
| فصل | راتن تومیتوز  | متاکریتیک    |
| --- | ------------- | ------------ |
| 1   | ۷۳٪ (۱۰۵ نقد) | ۶۶ (۱۰۰ نقد) |
| 2   | ۸۲٪ (۶۸ نقد)  | ۶۵ (۲۶ نقد)  |

ونزدی در وبگاه نقد و بررسی راتن تومیتوز بر اساس نظر ۱۰۵ منتقد، امتیاز ۷۳٪ کسب کرده است. اجماع منتقدان این وبگاه می‌گوید: «ونزدی  برای تماشاگران در واقع پر از پریشانی نیست، اما بدون حضور جنا اورتگا در نقش اصلی، این مجموعهٔ نزدیک به خانواده آدامز نیز ممکن است درام دیگری از سی‌دابلیو باشد.» این مجموعه در متاکریتیک، که از میانگین وزنی استفاده می‌کند، بر اساس نظر ۲۶ منتقد امتیاز ۶۶ از ۱۰۰ را کسب کرده که نشان‌گر «بازبینی‌های به‌طور کلی مطلوب» است.
اد پاور از دیلی تلگراف به ونزدی چهار ستاره از پنج ستاره داد و آن را «یک غوغای معتادکننده روکوکو که مانند صلیبی میان سرخوشی و هتل ترانسیلوانیا آشکار می‌شود» نامید. جان اندرسون از وال‌استریت جورنال، «نقش‌آفرینی کاریزماتیک» اورتگا را ستود و مجموعه را «به‌رغم تاریکی حساب‌شده‌اش، اغلب لذت‌بخش» توصیف کرد. جسی هاسنگر از درپ در مورد لحن آن توضیح داد که چهار قسمت به کارگردانی برتون بیشتر شبیه ورونیکا مارس است تا اسلیپی هالو. مایک هیل از نیویورک تایمز در حالی که متوجه شد این مجموعه «آن چیزی نیست که طرفداران واقعی چارلز آدامز و شخصیت‌هایش به دنبال آن هستند»، ونزدی  را «قابل قبول» خواند. او افزود که این مجموعه «فقط در سطح عاشقانه نوجوانانه کلیشه‌ای و رازآلود رضایت‌بخش» است و آن را با فرنچایز هری پاتر مقایسه کرد.
برای فصل دوم، وب‌سایت راتن تومیتوز بر اساس ۶۸ نقد، امتیاز تأیید ۸۲٪ را به این مجموعه داد. اجماع منتقدان این وب‌سایت چنین بیان می‌کند: «فصل دوم ونزدی هوشمندانه گستره داستان را باز می‌کند تا اعضای بیشتری از خانواده آدامز را در بر بگیرد و نوجوان دوست‌داشتنی اما بی‌احساس جنا اورتگا را با گروهی حتی عجیب‌تر و ترسناک‌تر پشتیبانی کند.»در متاکریتیک، این فصل بر اساس ۲۶ نقد امتیاز میانگین وزنی ۶۵ از ۱۰۰ را به دست آورده است که نشان‌دهنده «به‌طور کلی مطلوب» بودن آن است. لیلی لووفبورو از واشینگتن پست گفت که فصل دوم ونزدی «از نظر لحن تاریک‌تر از نسخه‌های پیشین خود است و این گاهی به نظر می‌رسد که بار اضافی بر سریال وارد می‌کند، به‌ویژه زمانی که از شیطنت‌های بامزه دبیرستانی (مانند صحنه رقص معروف فصل اول) فاصله می‌گیرد. این اسپین‌آف از برخی بی‌ثباتی‌های مفهومی مشابهی رنج می‌برد که گریبان‌گیر فیلم‌های اصلی شده بود، اما آن‌ها به‌عنوان آثار کمدی، این تناقضات را با شوخ‌طبعی گذرا مدیریت می‌کردند.»

### جوایز و نامزدی‌ها
| جایزه                         | سال  | رده                                                                    | دریافت‌کننده                                    | نتیجه    | منبع   |
| ----------------------------- | ---- | ---------------------------------------------------------------------- | ---------------------------------------------- | -------- | ------ |
| جوایز اکتا                    | ۲۰۲۳ | بهترین سریال کمدی                                                      | ونزدی                                          | نامزدشده | [ ۴۵ ] |
| جوایز انجمن کارگردانان هنری   | ۲۰۲۳ | برتری در طراحی تولید برای یک دوره یک‌ساعته یا یک سریال تک‌دوربینی فانتزی | مارک اسکروتون                                  | نامزدشده | [ ۴۶ ] |
| جایزه برتر گزینش منتقدان      | ۲۰۲۳ | بهترین سریال ترسناک                                                    | ونزدی                                          | برنده    | [ ۴۷ ] |
| جایزه برتر گزینش منتقدان      | ۲۰۲۳ | بهترین بازیگر زن در سریال ترسناک                                       | جنا اورتگا                                     | برنده    | [ ۴۷ ] |
| جایزه برتر گزینش منتقدان      | ۲۰۲۳ | بهترین بازیگر زن در سریال ترسناک                                       | کریستینا ریچی                                  | نامزدشده | [ ۴۷ ] |
| جوایز انجمن طراحان لباس       | ۲۰۲۳ | برتری در تلویزیون معاصر                                                | کالین اتوود و مارک ساترلند                     | برنده    | [ ۴۸ ] |
| جایزه انجمن کارگردانان آمریکا | ۲۰۲۳ | دستاورد کارگردانی برجسته در یک سریال کمدی                              | تیم برتون                                      | نامزدشده | [ ۴۹ ] |
| جوایز گلدن گلوب               | ۲۰۲۳ | بهترین مجموعه تلویزیونی – موزیکال یا کمدی                              | ونزدی                                          | نامزدشده | [ ۵۰ ] |
| جوایز گلدن گلوب               | ۲۰۲۳ | بهترین بازیگر زن – مجموعه تلویزیونی موزیکال یا کمدی                    | جنا اورتگا                                     | نامزدشده | [ ۵۰ ] |
| جوایز قرقره طلایی             | ۲۰۲۳ | دستاورد برجسته در ویرایش موسیقی - فرم طولانی پخش                       | مایکل تی. رایان                                | نامزدشده | [ ۵۱ ] |
| جایزه موسیقی هالیوود          | ۲۰۲۲ | بهترین ترانه عنوان اصلی – نمایش تلویزیونی/سریال محدود                  | دنی الفمن                                      | نامزدشده | [ ۵۲ ] |
| جوایز انجمن آرایشگران         | ۲۰۲۳ | بهترین آرایش دوره و/یا شخصیت                                           | تارا مک دونالد، نیروانا جلالوند، گابریلا کرتان | نامزدشده | [ ۵۳ ] |
| جوایز انجمن بازیگران فیلم     | ۲۰۲۳ | اجرای برجسته توسط یک بازیگر زن در یک سریال کمدی                        | جنا اورتگا                                     | نامزدشده | [ ۵۴ ] |

## در فرهنگ عامه
به دنبال انتشار مجموعه تلویزیونی ونزدی، رقصیدن ونزدی آدامز و طرفداران آن در رسانه اشتراک‌گذاری ویدیویی تیک‌تاک همه‌بین شد. هرچند اجرای رقص در این سریال با ترانه «Goo Goo Muck»، انتشار یافته ۱۹۸۱ از گروه موسیقی «The Cramps» اجرا شده است، اکثر طرفداران مفرح آن ترانه‌ای متفاوت از لیدی گاگا به نام «بلادی مری» را استفاده کردند. بسیاری از ستاره‌های پاپ از جمله: کیم کارداشیان، آملیا دیمولدنبرگ، مارینا دیاماندیس، مدونا و خود لیدی گاگا در این مسیر شرکت داشته‌اند. کامیلا والیریونا والیوا اسکیت باز روس این رقص را در جریان مسابقه در دسامبر ۲۰۲۲ انجام داد. دودا خواننده لهستانی رقص را در جریان مراسم شب سال نو میلادی در کانال تلویزیونی پلست لهستان انجام داد. این روند منجر به افزایش قابل توجهی در پخش «بلادی مری» گاگا در اسپاتیفای و همچنین در درخواستی‌های پخش آنلاین موسیقی، با افزایش ۴۱۵ درصدی در یک هفته پس از انتشار سریال در آمریکا مواجه شد. این آهنگ ۱۱ سال پس از انتشار آلبومی که ترانه در آن به انتشار رسید: اینگونه زاده شده‌ام در رادیو فرانسه به عنوان تک‌آهنگ فرستاده شد.
ترانه «Goo Goo Muck» نیز شاهد افزایش محبوبیت قرار گرفت. به نقل از مجله بیلبورد در درخواستی‌های پخش آنلاین موسیقی، با افزایش ۲٬۵۰۰ تا بیش از ۱۳۴٬۰۰۰ در آمریکا، و از زمان انتشار این سریال ۹٬۵۰۰ درصد افزایش در اسپاتیفای داشته است.
این مجموعه تلویزیونی مد گوتیک از خرده‌فرهنگ گوت را احیا کرده است.

## اسپین‌آف
در ۱۸ دسامبر ۲۰۲۳ گزارش شد که یک اسپین‌آف دربارهٔ عمو فستر در حال توسعه اولیه در نتفلیکس است.